# Dossologia
Per dossologia nella liturgia cristiana si intende di solito un'esclamazione rituale, una formula, un breve inno, che loda, esalta e glorifica Dio; la parola deriva dal greco δοξολογία, comp. di δόξα «opinione, lode» e -λογία «-logia»].

## Storia
L'uso di terminare un rito o un inno con tale formula deriva dall'uso ebraico (ad esempio la Preghiera di Manasse: tibi est gloria in sæcula sæculorum. Amen). Nelle lettere di Paolo sono presenti costantemente delle dossologie (ad esempio in Romani 11:36; Galati 1:5; Efesini 3:21). 
I primi esempi sono rivolti solo a Dio Padre, o a Lui attraverso (διὰ dia) il Figlio (ad esempio in Romani 16:27; Giuda 25; I Clem., xli; Mart. Polyc., xx) e nello (ἐν en) o con lo (σὺν syn, μετὰ metà) Spirito Santo (Mart. Polyc., xiv, xxii, etc.). La formula del battesimo di Gesù (Matteo 28:19) aveva presentato un esempio di nominare le tre persone in ordine parallelo. Specialmente nel quarto secolo, come protesta contro l'arianesimo (poiché questi facevano ricorso a queste formule; cf. S. Basil, "De Spir, Sancto", ii-v), l'uso di utilizzare la formula: “Gloria al Padre, e al Figlio, e allo Spirito Santo”, divenne universale tra i cattolici.
Da questo momento dobbiamo distinguere due tipi di dossologia, una maggiore (doxologia maior) e una minore (doxologia minor). Nell'uso della chiesa latina la dossologia maggiore è il Gloria in excelsis Deo della messa. La forma più breve, che è quella a cui ci si riferisce in genere con il nome di “dossologia”, è il Gloria Patri. Essa è completata da una risposta che produce come effetto l'idea che questa gloria durerà per sempre. La formula εἰς τοῦς αἰῶνας τῶν αἰώνων (eis tous aionas ton aionon) è molto comune nei primi secoli (Romani 16:27; Galati 1:5; 1 Timoteo 1:17; Ebrei 13:21; 1 Pietro 4:11; I Clem., 20, 32, 38, 43, 45, etc.; Mart. Polyc., 22, etc.). Essa è un comune ebraismo (Toba1 3:23; Salmo 83:5; ripetutamente nell'Apocalisse 1,6;18;14,11;19,3 etc.) che significa semplicemente “per sempre”. La semplice formula, εἰς τοῦς αἰῶνας (eis tous aionas), è anche molto comune (Romani 11:36; Dottr. XII Apost., 9:10; nella Liturgia della Costituzione Apostolica, passim). 
Formule parallele sono: εἰς τοῦς μέλλοντας αἰῶνας (eis tous mellontas aionas, Mart. Polyc., xiv); ἀπὸ γενεάς εἰς γενεάν (apo geneas eis genean, ibid.); ecc. Questa espressione fu presto estesa in: “ora e sempre e nei secoli dei secoli” (cf. Ebrei 13:8; Mart. Polyc., 14:etc.). In questa forma compare costantemente alla fine delle preghiere nella Liturgia Greca di San Giacomo e in tutti i riti orientali. La formula greca allora divenne: Δόξα Πατρί καὶ Ὑιῷ καὶ Ἅγιῳ Πνεύματι, καὶ νύν καὶ ἀεί καὶ εἰς τοῦς αἰῶνας τῶν αἰώνων. Ἀμήν (Doxa Patri kai Yio kai Hagio Pneumati, kai nun kai aei kai eis tous aionas ton aionon. Amen). In questa versione è usata nella Chiesa ortodossa in vari momenti della liturgia (es. nel rito di San Crisostomo) e come ultimi due versi dei salmi, sebbene non in modo immutabile; la seconda parte è occasionalmente leggermente modificata e altri versi sono qualche volta introdotti tra le due parti. 
Nel rito latino sembra che originariamente abbia avuto esattamente la stessa forma della Chiesa Orientale. Nel 529 il secondo Concilio di Vaison dice che le parole aggiunte Sicut erat in principio, sono usate a Roma, in Oriente e in Africa come protesta contro l'Arianesimo, ed ordina che esse vengano dette ugualmente anche in Gallia. Per quel che riguarda l'Oriente il Sinodo si sbagliava. Queste parole non sono mai state usate in nessun Rito Orientale ed i Greci si lamentavano del loro uso in Occidente (Walafrid Strabo (IX secolo), De rebus eccl., xxv). La spiegazione che sicut erat in principio era intesa come negazione dell'Arianesimo, porta ad una domanda la cui risposta è meno ovvia di quel che sembra. A cosa si riferiscono queste parole? Ognuno ora considera gloria come il soggetto di erat : “Così com'era [la gloria] in principio”, ecc. Sembra, comunque, che originariamente si riteneva che esse fossero riferite a Filius, e che il significato della seconda parte, almeno in Occidente, fosse: “Così come Egli [il Figlio] era in principio, così Egli è ora e così Egli sarà per sempre”.
In principio, allora, è un chiaro riferimento al vangelo secondo Giovanni, ed in questo modo l'espressione è esplicitamente diretta contro l'Arianesimo. Ci sono versioni medioevali in lingua tedesca nella forma: Als er [Egli] war im Anfang. La dossologia nella forma in cui la conosciamo oggi è usata circa dal VII secolo in tutta la Cristianità Occidentale, tranne che in una piccola zona. Nel rito mozarabico la formula è Gloria et honor Patri et Filio et Spiritui sancto in sæcula sæculorum (così nel Messale di questo rito). Il quarto Sinodo di Toledo nel 633 ordinò questa forma (can. xv). Una comune tradizione medioevale, fondata su una lettera apocrifa di San Girolamo (nell'edizione Benedettina, Parigi, 1706, V, 415), dice che papa Damaso I (366-384) introdusse il Gloria al Padre alla fine dei Salmi. Cassiano (morto c. 435) parla di questo come un uso comune della Chiesa occidentale (De instit. coen., II, viii).

## Attuale uso nella Chiesa cattolica latina
L'uso della dossologia minore nella Chiesa latina è questo: le due parti sono sempre dette o cantate responsorialmente (un verso con una risposta). Esse si trovano sempre alla fine dei Salmi (quando molti salmi sono uniti insieme a formarne uno solo, come il 62 e 66 ed anche il 148, 149 e 150 nelle Lodi, il Gloria al Padre si trova solo alla fine; anche se ogni gruppo di sedici versi del salmo 118 nella Liturgia delle ore ha il Gloria). Essa si trova anche dopo i Cantici, tranne che nel Benedicite che ha la sua dossologia (Benedicamus Patrem [...] Benedictus es Domine, ecc. – l'unica alternativa rimasta nel rito romano).
Nell'Ufficio la prima parte si trova solo nei responsoria, con una risposta variabile (la seconda parte del primo verso) al posto di “Sicut erat”, l'intera dossologia dopo il Deus in adjutorium, e nelle preces nell'Ora prima; e ancora, questa volta come unico verso, alla fine dell'invitatorio nel mattutino. In tutti questi momenti essa è omessa nell'Ufficio per i Morti e alla fine della Settimana Santa. Il Gloria Patri è usato costantemente anche nelle celebrazioni extraliturgiche, come il rosario. Esso era comunemente usato nel Medioevo dai predicatori per terminare con esso i sermoni. In alcuni paesi, specialmente in Germania, i fedeli fanno il segno della croce durante la prima parte della dossologia, considerandola principalmente come una professione di fede. È questa una tradizione analoga a quella orientale, in cui si compie il segno della croce tutte le volte che si nominano le persone della Santissima Trinità. Altri in Occidente, chinano il capo in segno di riverenza.
Nel rito romano pre-Vaticano II, poiché la dossologia minore, come quella maggiore, Gloria in Excelsis Deo, è un canto di gioia, è omessa negli ultimi tre giorni della Settimana santa; nell'ufficio dei defunti il suo posto è preso dai versi: Requiem æternam, ecc., e Et lux perpetua, ecc. Nella messa si trova dopo tre salmi, il Judica me all'inizio, il frammento del Salmo d'introduzione, ed il “Lavabo” (omesso nel Tempo di Passione, tranne nelle festività e nelle Messe di requiem).